# Белгија на Европском првенству у атлетици у дворани 2015.
Белгија је учествовала на 33. Европском првенству у дворани 2015 одржаном у Прагу, Чешка, од 5. до 8. марта. Ово је тридесет треће Европско првенство у атлетици у дворани од његовог оснивања 1970. на којем је Белгија учествовала, односно учествовала је на свим првенствима до данас. Репрезентацију Белгије представљало је 12 спортиста (9 мушкараца и 3 жене) који су се такмичили у 9 дисциплина (7 мушких и 2 женске).
На овом првенству Белгија је била осма по броју освојених медаља са 3 медаље од којих су једна златна и две сребрне. У табели успешности према броју и пласману такмичара који су учествовали у финалним такмичењима (првих 8 такмичара) Белгија је са троје финалиста заузела 14. место са 22 бода, од 33 земаља које су имале представнике у финалу. Укупно је учествовало 49 земаља.
| Пл. | Земља   | 1. место | 2. место | 3. место | 4. место | 5. место | 6. место | 7. место | 8. место | Бр. фин. Бод. |
| --- | ------- | -------- | -------- | -------- | -------- | -------- | -------- | -------- | -------- | ------------- |
| 14. | Белгија | 1 - 8    | 2 - 14   | –        | –        | –        | –        | –        | –        | 3 - 22        |

Представници Белгије оборили су национални рекорд (мушка штафета 4 х 400 м) 3:06,57 који је уједно био и Европски рекорди у атлетици у дворани, Рекорди европских првенстава у атлетици у дворани и најбољи светски и европски резултат сезоне. Поред овог успеха постављена су и 4 лична рекорда и 3 најбоља лчна резултата сезоне.

## Учесници
| Мушкарци: - Дилан Борле — 400м, 4 х 400 м - Жонатан Борле — 4 х 400 м - Кевин Борле — 4 х 400 м - Julien Watrin — 4 х 400 м - Jan Van Den Broeck — 800 м - Питер-Јан Ханес — 3.000 м - Дамијен Бротхертс — 60 м препоне - Седрик Нолф — Скок удаљ - Niels Pittomvils — Седмобој | Жене: - Ан Загре — 60 м препоне - Елине Берингс — 60 м препоне - Нафисату Тијам — Петобој |  |

## Освајачи медаља (3)

### Злато (1)
- Julien Watrin, Дилан Борле, 
 Жонатан Борле,Кевин Борле — 4 х 400 м

### Сребро (2)
- Дилан Борле — 400 м
- Нафисату Тијам — Петобој

## Резултати

### Мушкарци
| Атлетичар                                               | Дисциплина   | Лични рекорд | Квалификације | Квалификације | Полуфинале | Полуфинале | Финале                   | Финале       | Детаљи |
| Атлетичар                                               | Дисциплина   | Лични рекорд | Резултат      | Место         | Резултат   | Место      | Резултат                 | Место        | Детаљи |
| ------------------------------------------------------- | ------------ | ------------ | ------------- | ------------- | ---------- | ---------- | ------------------------ | ------------ | ------ |
| Дилан Борле                                             | 400 м        | 46,73        | 47,36         | 2. у гр. 3 КВ | 46,72 ЛР   | 1. у гр.1  | 46,25 ЛР                 |              |        |
| Jan Van Den Broeck                                      | 800 м        | 1:47,19      | 1:49,57       | 2. у гр. 5 КВ | 1:51,09    | 3. у гр. 3 | Није се квалификовао     | 13 / 40      |        |
| Питер-Јан Ханес                                         | 3.000 м      | 7:49,80      | 7:47,55 ЛР    | 3. у гр. 2    |            |            | 7:59.43                  | 12 / 25      |        |
| Дамијен Бротхертс                                       | 60 м препоне | 7,68         | 7,69          | 3. у гр 4 кв  | 7,72       | 7. у гр. 1 | Није се квалификовао     | 12 / 27 (28) |        |
| Julien Watrin, Дилан Борле², Жонатан Борле, Кевин Борле | 4 х 400 м    | 3:06,57 НР   |               |               |            |            | 3:02,87 ЕР, РЕП, НР, СРС |              |        |
| Седрик Нолф                                             | Скок удаљ    | 7,91         | 7,78          | 9             |            |            | Није се квалификовао     | 9 / 23/24    |        |

- Такмичари штафете означени бројем су учествовали у још неким дисциплинама.

#### Седмобој
седмобој
| Дисциплина   | Niels Pittomvils | Niels Pittomvils | Niels Pittomvils | Niels Pittomvils | Niels Pittomvils | Niels Pittomvils |
| Дисциплина   | Лич. рек.        | Рез.             | Бод.             | Плас.            | Укупно бод.      | Пласман          |
| ------------ | ---------------- | ---------------- | ---------------- | ---------------- | ---------------- | ---------------- |
| 60 м         | 7,18             | 7,22             | 806              | 13.              |                  |                  |
| Скок удаљ    | 7,23             | БП               | 0                |                  | 806              | 14               |
| Бацање кугле | 13,96            | НС               |                  |                  | 0                | НЗ               |
| Скок увис    | 1,99             |                  |                  |                  |                  |                  |
| 60 препоне   | 8,18             |                  |                  |                  |                  |                  |
| Скок мотком  | 5,20             |                  |                  |                  |                  |                  |
| 1.000 м      | 2:43,01          |                  |                  |                  |                  |                  |
| Укупно       | 5.957            | -                |                  |                  |                  | БП               |

### Жене
| Атлетичарка   | Дисциплина   | Лични рекорд | Квалификације | Квалификације | Полуфинале            | Полуфинале            | Финале                | Финале       | Детаљи |
| Атлетичарка   | Дисциплина   | Лични рекорд | Резултат      | Место         | Резултат              | Место                 | Резултат              | Место        | Детаљи |
| ------------- | ------------ | ------------ | ------------- | ------------- | --------------------- | --------------------- | --------------------- | ------------ | ------ |
| Елине Берингс | 60 м препоне | 7,92 НР      | 8,01          | 2. у гр. 1 КВ | 8,02                  | 5 у пф. 1             | Није се квалификовала | 9 /25 (26)   |        |
| Ан Загре      | 60 м препоне | 8,03         | 8,15          | 4. у гр. 2    | Није се квалификовала | Није се квалификовала | Није се квалификовала | 17 / 25 (26) |        |

#### Петобој
| Дисциплина   | Нафисату Тијам | Нафисату Тијам | Нафисату Тијам | Нафисату Тијам | Нафисату Тијам | Нафисату Тијам |
| Дисциплина   | Лич. рек.      | Резултат       | Бод.           | Плас.          | Укупно         | Плас.          |
| ------------ | -------------- | -------------- | -------------- | -------------- | -------------- | -------------- |
| 60 м препоне | 8,42           | 8,42 =ЛР       | 1.035          | 5              |                | 5.             |
| Скок увис    | 1,94           | 1,89 ЛРС       | 1.093          | 4              | 2.128          | 2.             |
| Бацање кугле | 14,22          | 14,80 ЛР       | 846            | 8              | 2.971          | 1.             |
| Скок удаљ    | 6,34           | 6,33 ЛРС       | 953            | 4              | 3.929          | 2.             |
| 800 м        | 2:21,18        | 2:24,23 ЛРС    | 767            | 11             |                |                |
| Петобој      | 4.558          |                |                |                | 4.696          |                |